# Carl-Bertil Laurell
Carl-Bertil Hugo Laurell, född 28 juni 1919 i Uppsala, död 18 september 2001 i Lunds Allhelgonaförsamling, var en svensk överläkare och medicinsk forskare. Han var son till Hugo Laurell och gift med Anna-Brita Laurell. 
Laurell blev i Lund medicine licentiat 1944, medicine doktor 1948 och docent i klinisk kemi 1947. Han var överläkare på klinisk-kemiska centrallaboratoriet vid Malmö allmänna sjukhus från 1954, blev laborator i klinisk kemi vid Lunds universitet 1956 och professor i nämnda ämne där 1967, en befattning vilken han innehade intill 1983. 
Laurell är mest känd för sina metoder att separera och kvantifiera blodäggvitor, vilka gjorde honom till en av världens mest citerade vetenskapliga författare. Han blev 1976 ledamot av Vetenskapsakademien. År 2012 uppkallades Carl-Bertil Laurells gata på Skånes universitetssjukhus område i Malmö efter honom.
Carl-Bertil Laurell är begravd på Norra kyrkogården i Lund.